# حشره‌خوار درختی دم‌مدادی
حشره‌خوار درختی دم‌مدادی(نام علمی: Ptilocercus lowii) نام یک گونه از راسته حشره‌خواران درختی است.